# Таджикистан на зимних Азиатских играх 2011
Таджикистан принял участие в 7-х зимних Азиатских играх, проводившихся в 2011 году в Астане и Алма-Ате, отправив двух спортсменов, участвовавших в соревнованиях по горнолыжному спорту. По результатам Игр сборная Таджикистана не завоевала ни одной медали.

## Горнолыжный спорт
| Дисциплина                | Спортсмен         | Результат        | Место |
| ------------------------- | ----------------- | ---------------- | ----- |
| Супергигант (мужчины)     | Алишер Кудратов   | 1:15.83 (+11.22) | 11    |
| Супергигант (мужчины)     | Абдугафор Шарипов | 1:20.91 (+16.30) | 15    |
| Суперкомбинация (мужчины) | Алишер Кудратов   | не закончил      | -     |
| Суперкомбинация (мужчины) | Абдугафор Шарипов | не закончил      | -     |